# Marella Explorer 2
Le Marella Explorer 2 est un navire de croisière appartenant à la société Marella Cruises depuis 2019. Il est entré en service en 1995 pour Celebrity Cruises sous le nom de Century. 
Après avoir été pressenti pour intégrer la flotte de la compagnie Croisières de France, il est finalement vendu en 2014 pour être transféré à SkySea Cruises, nouvelle filiale créée par le groupe américain RCCL, maison-mère de Celebrity Cruises, et le voyagiste chinois Ctrip pour des croisières en Asie. En 2019, il est racheté par le Groupe TUI et intègre Marella Cruises.

## Sources
1. ↑  « Le Century achève sa carrière chez Celebrity », sur meretmarine.com, 16 avril 2015 (consulté le 16 avril 2015).